# ア・ポンテノーバ

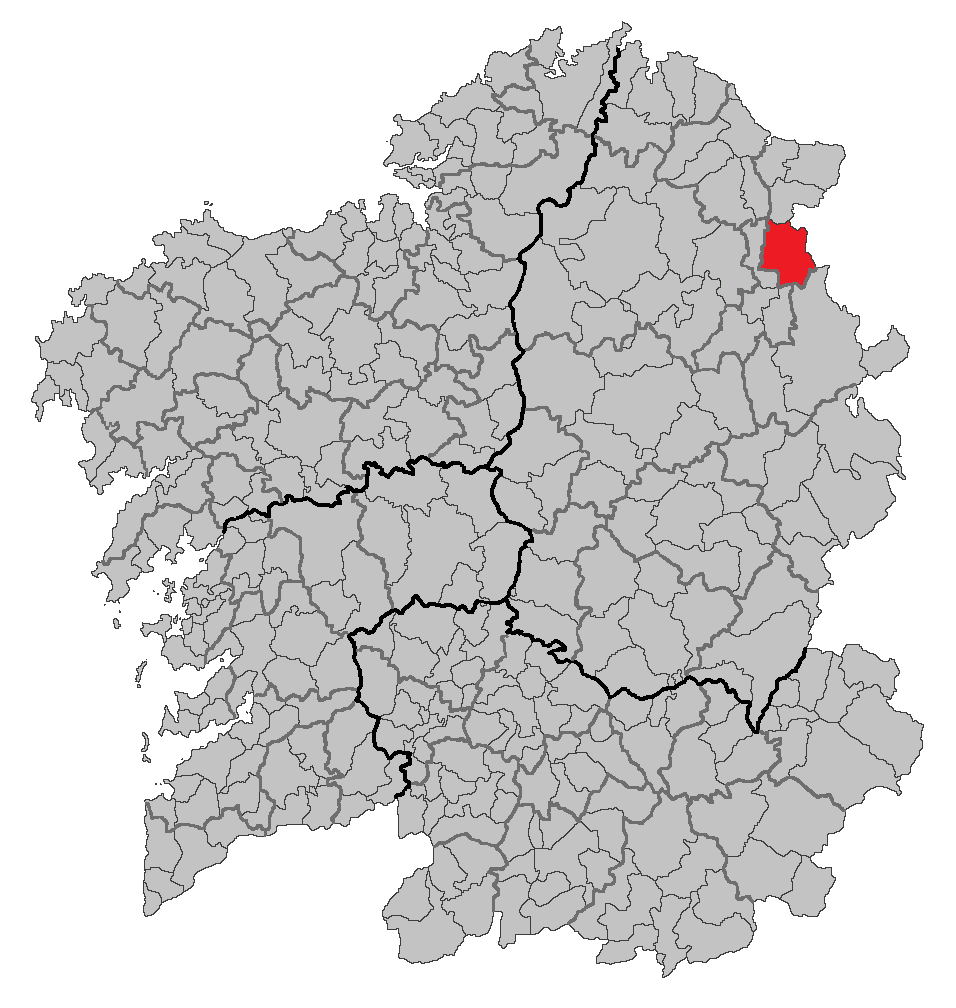

ア・ポンテノーバ（A Pontenova）はスペイン、ガリシア州、ルーゴ県の自治体、コマルカ・ダ・マリーニャ・オリエンタルに属する。ガリシア統計局によると、2010年の人口は2,785人（2009年：2,892人、2006年：3,016人、2005年：3,063人、2004年：3,125人、2003年：3,199人）。住民呼称はpontenovés/-esa。カスティーリャ語表記はPuente Nuevo（プエンテ・ヌエボ）。 
ガリシア語話者の自治体人口に占める割合は99.69％（2001年）。

## 地理
ア・ポンテノーバはルーゴ県の東北部に位置し、コマルカ・ダ・マリーニャ・オリエンタルに属する。北はトラバーダと、南はア・フォンサグラーダ、リベイラ・デ・ピキン、メイラと、南から西はリオトルトの各自治体と隣接。東はアストゥリアス州と接している。自治体中心地区はア・ポンテノーバ教区のア・ポンテノーバ地区。
ア・ポンテノーバはモンドニェード司法管轄区に属す。

### 人口
| ア・ポンテノーバの人口推移 1970－2012                   |
|                                                         |
| 出典:INE（スペイン国立統計局）1900年 - 1991年、1996年 - |

## 歴史
1845年まではア・ポンテノーバの領域は、コンフォルト、ミランダ、ビラメアーの3自治体に分かれていた。同年コンフォルトとミランダが合併、ビラオウドリスが創設された。1950年自治体ビラメアーは名称をプエンテ･ヌエボに変更、1963年にビラオウドリスと合併、1979年まではプエンテ・ヌエボ・ビラオウドリスという名称を使用していた。同年6月9日自治体の公式名称をア・ポンテノーバに変更、現在にいたる。

## 政治
自治体首長はガリシア社会党（PSdeG-PSOE）のダリーオ・カンポス・コンデ（Darío Campos Conde）、自治体評議員はガリシア社会党：6、ガリシア国民党（PPdeG）：4、ガリシア民族主義ブロック（BNG）：1となっている（2011年5月22日の自治体選挙結果、得票順）。
| 1999年6月13日自治体選挙 |        |        |          |
| 政党                    | 得票数 | 得票率 | 獲得議席 |
| PPdeG                   | 1,867  | 76.74% | 9        |
| BNG                     | 538    | 22.11% | 2        |

| 2003年5月25日自治体選挙 |        |        |          |
| 政党                    | 得票数 | 得票率 | 獲得議席 |
| PPdeG                   | 1,795  | 77.67% | 9        |
| BNG                     | 461    | 19.95% | 2        |

| 2007年5月27日自治体選挙 |        |        |          |
| 政党                    | 得票数 | 得票率 | 獲得議席 |
| PSdeG-PSOE              | 1,215  | 53.57% | 6        |
| PPdeG                   | 879    | 38.76% | 5        |
| BNG                     | 152    | 6.70%  | 1        |

| 2011年5月22日自治体選挙 |        |        |          |
| 政党                    | 得票数 | 得票率 | 獲得議席 |
| PSdeG-PSOE              | 1,039  | 50.73% | 6        |
| PPdeG                   | 798    | 38.96% | 4        |
| BNG                     | 192    | 9.38%  | 1        |

## 教区
ア・ポンテノーバは11の教区に分けられる。太字は自治体中心地区のある教区。
- ボーゴ（サン・ペドロ）
- コンフォルト（サンタ・マリーア）
- ア・ポンテノーバ（サグラード・コラソン）
- レセセンデ（サン・ショアン）
- サント・エステーボ・デ・レセセンデ（サント・エステーボ）
- ビラボーア（サン・シュリアン）
- ビラメアー（サン・ビセンテ）
- ビラオウドリス（サンティアーゴ）
- ビラオウルス（サン・マルティン）
- ビラルミーデ（オ・サルバドール）
- シュダン（サンタ・マリーア・マダネーラ）